# 이탈리아 농구 연맹
이탈리아 농구 연맹(이탈리아어: Federazione Italiana Pallacanestro, FIP)은 이탈리아의 농구 종목 행정을 총괄하는 스포츠 행정 기구이다. 1921년에 설립되었으며 1932년 국제 농구 연맹(FIBA)에 가입했다. 이탈리아 행정 구역별 농구 협회, 이탈리아 리그, 국가대표팀을 관할하고 있으며 본부는 로마에 있다.